# Das brennende Gericht
Das brennende Gericht (Originaltitel: La Chambre ardente) ist ein französisch-italienischer Gruselthriller von Julien Duvivier.

## Handlung
Die Mitglieder einer französischen Adelsfamilie erleiden in einem Schloss im Schwarzwald die Rache einer Hexe, die vor Jahrhunderten der Inquisition zum Opfer gefallen ist. Düster-romantischer Gruselfilm nach dem klassischen „Wer ist der Täter“-Spiel.
Marc Desgrez und seine Frau Lucie verbringen den Urlaub auf ihrem Schloss in Bayern bei ihrem alten Onkel Mathias. Sie warten auf das Erbe. Der alte Mann lebt allein mit seiner Pflegerin Myra, drei Knechten und seinem Freund Dr. Hermann. Die zwei Männer, Nachkommen von Hexenjägern, glauben an Hexerei. Ins Schloss kommen auch Marcs homosexueller Bruder Stephane und das Ehepaar Boissard. Mathias Pflegerin bereitet am Abend eines Kostümballs, zu dem sich Stéphane als Frau verkleidet, eine Medizin für ihren Herrn vor: am nächsten Morgen ist er tot. War sie die Frau in Weiß, die nachts durch die Gänge lief? Da Stéphane enterbt ist, vermutet er Lucie als Mörderin. Jede Frau auf dem Schloss einschließlich des verkleideten Stéphane könnte die „Dame in Weiß“ sein. Ein Anruf bei der Polizei denunziert Lucie. Allerdings beschließen Marc und Lucie, den Leichnam des Onkels einer Autopsie zu unterziehen. Aber die Leiche ist verschwunden und kurz danach behauptet der Gärtner, ihn an der Grabkapelle gesehen zu haben. Marc glaubt an Hexerei, aber dann gesteht Myra, dass sie den Alten habe heiraten wollen. Marc erwürgt Myra. Lucie, die vorläufig festgenommen worden ist, darf nun wieder in die Freiheit.

## Veröffentlichung
Seine Erstaufführung erlebte der Film am 16. Februar 1962 in Deutschland. In seinen Produktionsländern Italien und Frankreich wurde der Film am 7. bzw. 30. März desselben Jahres veröffentlicht.

## Kritik
„Düster-romantischer Unterhaltungsfilm; eine gepflegte Mischung aus kriminalistischem Spiel und okkultem Gruselkino.“